# Democrata FC (Minas Gerais)
Democrata FC is een Braziliaanse voetbalclub uit Sete Lagoas, in de deelstaat Minas Gerais. De club wordt ook soms aangeduid als Democrata-SL om zich te onderscheiden van de gelijknamige club uit Governador Valadares.

## Bekende (oud-)spelers
- Bernard Anício Caldeira Duarte